# یک عشق عالی
یک عشق عالی (به هندی: Oru Adaar Love) فیلمی است محصول سال ۲۰۱۹ و به کارگردانی عمر لولو است. در این فیلم بازیگرانی همچون روشن عبدالروف، نورین شریف، پریا پرکاش واریر و سیاده شاجاهان ایفای نقش کرده‌اند.